# Microsoft Schedule+
Microsoft Schedule + é um aplicativo descontinuadodegerenciamento de tempo desenvolvido pela Microsoft. Foi incluído pela Microsoft no pacote Microsoft Office partindo da versão Office 95. Desde a versão Office 97, a maior parte de suas funcionalidades foi incorporada ao programa Outlook 97.

## História
Schedule+ foi originalmente desenvolvido pela Microsoft como um complemento de seu cliente de e-mail Microsoft Mail começando com a versão 3.0 em 1992, que depois foi fornecido com: Exchange Server 5.0, Microsoft Office 95, Exchange Client e Windows Messaging. O recurso "Calendário do Outlook" que fazia parte do Outlook para versões Windows 3.1 e Macintosh anteriores à 9.0 era, na verdade, uma nova versão do Schedule+. A partir  da perda de muitos recursos no Office 97, ele foi incluído no Office até o Microsoft Office 2003, embora fosse apenas para suportar a conversão do Schedule+ 1.x.
A primeira versão do Schedule+ foi lançada em 1992 para Windows 3.0 e Mac OS clássico. As versões 2 a 6 foram ignoradas e a versão seguinte tornou-se então a versão 7, lançada em 1995 para Windows 95 e Mac OS clássico. A versão 7.5 foi incluída no Office 97 até o Office 2003.

## Bugs

### Problema do ano 2020+
A primeira versão do Schedule + fornecida com a versão 3.0 do cliente de e-mail Microsoft Mail tinha um bug que impedia a configuração do relógio do sistema para um ano maior que 2019 (ou fazendo com que a data do sistema passasse para 1º de janeiro de 2020), uma mensagem de erro aparecia porque o software foi projetado para operar dentro de uma janela de tempo de 100 anos, indo de 1920 até 2019. Isso às vezes é chamado de problema do ano 2020+, ou Y2K20+, pois o bug fazia com que o programa não aceitasse os anos 2020 em diante.
Este bug foi corrigido com a versão do Schedule + incluída no Office 95 em diante (versão 7), o que permitiu que o software continuasse funcionando em anos superiores a 2019.